# Pol Mule
Pol Mule, né le 16 juillet 1926 à Beaumont-le-Roger et mort le 10 mars 2012 à Forcalqueiret, est un chef d'orchestre français.

## Biographie
Pol Mule étudie très tôt la musique sous les conseils de son père Marcel Mule, saxophoniste et professeur au Conservatoire national supérieur de musique et de danse de Paris. Il entrera dans cette école en 1942 pour y suivre les cours de flûte de Gaston Crunelle et d'écriture d'Henri Challan.
En 1946, André Cluytens l'accueillera au cours Straram où il enseigne la direction d'orchestre. Pol Mule, alors âgé de 20 ans, dirige ses premiers spectacles et concerts. Après avoir obtenu au Conservatoire de Paris son premier prix de Direction d'Orchestre, premier nommé à l'unanimité dans la classe de Louis Fourestier, il dirige de nombreux ouvrages lyriques dans les théâtres parisiens, ainsi qu'à la télévision.
Il sera engagé par pratiquement tous les grands orchestres français, à Paris et en province. Nommé chef permanent de l'Orchestre de Nice, il développera l'activité de cet ensemble. Il le quittera pour devenir Directeur Adjoint et professeur de direction d'orchestre au conservatoire de Marseille dont le directeur est Pierre Barbizet.
Au cours de sa carrière, Pol Mule a donné des concerts avec les plus grands solistes entre autres : Jeanne-Marie Darré, Lily Laskine, France Clidat, Reine Flachot, Teresa Berganza, Pierre Barbizet, Jean-Pierre Rampal, Arthur Grumiaux, Zino Francescatti, Ivry Gitlis, Igor Oïstrakh, Samson François, Gabriel Tacchino, Frédéric Lodéon, Byron Janis, Youri Boukoff,Mstislav Rostropovitch, Pierre Cochereau, Claude Kahn, Alicia de Larrocha, Narciso Yepes.
Créateur de nombreuses œuvres de compositeurs contemporains et défenseur de la musique française, il a fait connaître des partitions de : André Casanova, Jeanne Leleu, Jacques Charpentier, Pierre Ancelin, Jacques Bondon, Marcel Mihalovici, Alexandre Tansman, Antoine Tisné, Jean Françaix, Jean-Yves Daniel-Lesur, Henri Tomasi, André Jolivet, Pierre Petit, Charles Chaynes...
S'intéressant aux jeunes musiciens, il a dirigé les concerts publics du Royaume de la Musique, les épreuves et le concert final des Concours Long-Thibaud, le concours Zino Francescatti, participé à la création du Festival du Jeune Soliste d'Antibes Juan-les-Pins et ainsi épaulé les débuts avec orchestre de nombreux jeunes talents aujourd'hui confirmés, tels que : Frédéric Lodéon, Gabriel Croitoru, Henri Demarquette, Laurent Korcia, Jean-Jacques Kantorow, Olivier Gardon, Jacques-Francis Manzone, Yvan Chiffoleau, Jacques Taddei, Jacques Rouvier, Philippe Bride, Evelina Pitti, Daria Hovora, Marie-Annick Nicolas, Annick Roussin...
Ancien directeur du Conservatoire de musique et d'art dramatique d'Antibes Juan-les-pins, Pol Mule est chevalier des Arts et des Lettres.